# Осановец (платформа)
Осановец (также - Осановиц) — остановочный пункт / пассажирская платформа однопутной неэлектрифицированной линии Бельково-Иваново Ярославского региона Северной железной дороги, расположенный в одноименном селе Осановецкого сельского поселения Гаврилово-Посадского района Ивановской области. Непосредственно рядом со станцией расположен ж/д переезд автодороги 24Н-051 Гаврилов Посад — Осановец. Первый остановочной пункт линии Бельково-Иваново на территории Ивановской области, предыдущий остановочный пункт расположен на территории Владимирской области.
Остановочный пункт имеет одну боковую низкую платформу. Турникетов нет, есть станционное здание. Посадка и высадка пассажиров на (из) поезда пригородного и местного сообщения. Прием и выдача багажа не производятся.

## Дальнее сообщение
Поезда дальнего следования на платформе остановки не имеют.

## Пригородное сообщение
На платформе имеет остановку рельсовый автобус Иваново — Александров (по состоянию на май 2019 года — 1 пара поездов в сутки ежедневно), и рельсовый автобус Юрьев-Польский — Иваново (1 пара поездов в сутки, утром на Иваново, вечером из Иваново). Время движения от станции Александров составляет 2 часа 27 минут, по отдельным летним дням в расписании - 3 часа 2 минуты, до Александрова - 2 часа 23 минуты; от станции Иваново - от 1 часа 44 минут до 2 часов 44 минут, до станции Иваново - от 1 часа 45 минут до 1 часа 54 минут (в зависимости от поезда и дня расписания).
- Расписание пригородных поездов. Яндекс.Расписания.